# Пластиды
Пласти́ды (от др.-греч. πλαστός «вылепленный») — полуавтономные органеллы высших растений, водорослей и некоторых фотосинтезирующих простейших. Также, пластиды имеются у многих (но не у всех) споровиков, и называются такие пластиды  апикопластами, и хлорофилла они не содержат, зато осуществляют очень важные функции метаболизма. Пластиды имеют от двух до четырёх мембран, собственный геном и белоксинтезирующий аппарат.

## Происхождение пластид
Согласно симбиогенетической теории пластиды, как и митохондрии, произошли в результате «захвата» древней цианобактерии предшественником эукариотической «хозяйской» клетки. При этом внешняя мембрана пластид соответствует плазматической мембране хозяйской клетки, межмембранное пространство — внешней среде, внутренняя мембрана пластид — мембране цианобактерии, а строма пластид — цитоплазме цианобактерии. Наличие трёх (эвгленовые и динофлагелляты) или четырёх (золотистые, бурые, жёлто-зелёные, диатомовые водоросли) мембран считается результатом двух- и трёхкратного эндосимбиоза соответственно.

## Общие черты строения пластид высших растений
Типичные пластиды высших растений окружены оболочкой из двух мембран — внешней и внутренней. Внутренняя и внешняя мембраны пластид бедны фосфолипидами и обогащены галактолипидами. Внешняя мембрана не имеет складок, никогда не сливается с внутренней мембраной и содержит поровый белок, обеспечивающий свободный транспорт воды, ионов и метаболитов с массой до 10 кДа. Внешняя мембрана имеет зоны тесного контакта с внутренней мембраной; предполагается, что в этих участках осуществляется транспорт белков из цитоплазмы в начале пластид. Внутренняя мембрана проницаема для небольших незаряженных молекул и для недиссоциированных низкомолекулярных монокарбоновых кислот, для более крупных и заряженных метаболитов в мембране локализованы белковые переносчики. Строма — внутреннее содержимое пластид — представляет собой гидрофильный матрикс, содержащий неорганические ионы, водорастворимые органические метаболиты, геном пластид (несколько копий кольцевой ДНК), рибосомы прокариотического типа, ферменты матричного синтеза и другие ферментативные системы. Эндомембранная система пластид развивается в результате отшнуровки везикул от внутренней мембраны и их упорядочивания. Степень развития эндомембранной системы зависит от типа пластид. Наибольшего развития эндомембранная система достигает в хлоропластах, где она является местом протекания световых реакций фотосинтеза и представлена свободными тилакоидами стромы и тилакоидами, собранными в стопки — граны. Внутреннее пространство эндомембран называется люмен. Люмен тилакоидов, также как и строма, содержит ряд водорастворимых белков.

## Геном и белоксинтезирующая система пластид высших растений
Одним из доказательств происхождения пластид от древних цианобактерий служит схожесть их геномов, хотя пластидный геном (пластом) значительно меньше. Пластом высших растений представлен многокопийной кольцевой двуцепочечной ДНК (плДНК) размером от 75 до 290 тыс. п. н. В большинстве пластидных геномов присутствуют два инвертированных повтора (IRA и IRB), разделяющих молекулу ДНК на две уникальные области: большую (LSR) и малую (SSR). В инвертированных повторах содержатся гены всех четырёх рРНК (4,5S, 5S, 16S и 23S), входящих в состав пластидных рибосом, а также гены некоторых тРНК. Голосеменные и растения семейства Бобовые не содержат инвертированных повторов. Многие пластидные гены организованы в опероны — группы генов, считывающихся с общего промотора. Некоторые пластидные гены имеют экзон-интронную структуру. В пластидах кодируются гены, обслуживающие процессы транскрипции и трансляции (гены «домашнего хозяйства»), а также некоторые гены, обеспечивающие выполнение функций пластид в клетке, прежде всего фотосинтез.
Транскрипцию в пластидах обеспечивают РНК-полимеразы двух типов:
1. Мультисубъединичная пластидная РНК-полимераза бактериального типа состоит из двух α-субъединиц и по одной β, β', β" (все эти субъединицы кодируются в пластидном геноме). Однако для её активации необходимо присутствие σ-субъединицы, которая кодируется в ядре растительной клетки и импортируется в пластиды при освещении. Таким образом пластидная РНК-полимераза активна только на свету. Пластидная РНК-полимераза может обеспечивать транскрипцию с генов с эубактериальными промоторами (большинство генов фотосинтетических белков), а также с генов, имеющих универсальные промоторы.
2. Мономерная РНК-полимераза фагового типа кодируется в ядре и белок имеет специальную сигнальную последовательность, обеспечивающую импорт в пластиды. Обеспечивает транскрипцию генов «домашнего хозяйства» (в частности гены rif-оперона, который содержит гены пластидной РНК-полимеразы).

Процесс созревания транскриптов пластид имеет свои особенности. В частности, пластидные интроны способны к автосплайсингу, то есть вырезание интронов происходит автокаталитически. Кроме того, в пластидах происходит редактирование РНК — химическая модификация оснований РНК, приводящая к изменению закодированной информации (наиболее часто происходит замена цитидина на уридин). Большинство зрелых мРНК пластид содержат в 3'-некодирующей области шпильку, защищающую её от рибонуклеаз.
Пластиды имеют рибосомы прокариотического типа с коэффициентом седиментации 70S (с меньшим количеством белков, по сравнению с эукариотическими рибосомами). Рибосомы содержат четыре типа рРНК, три из которых гомологичны эубактериальным 5S, 16S и 23S, а 4,5S рРНК гомологична 3'-участку 23S-рРНК.

## Размножение и наследование пластид высших растений
Пластиды образуются путём деления уже существующих пластид. Наиболее часто делятся пропластиды, этиопласты и молодые хлоропласты. В меристематических тканях деление пластид коррелирует с делением клеток, поэтому в материнских и дочерних клетках число пластид примерно одинаковое. Механизм деления близок к делению прокариотических клеток. Деление пластид начинается с сжатия в центре, которое, углубляясь, образует перетяжку между двумя дочерними пластидами, после чего происходит полное разделение. На стадии перетяжки на внешней мембране образуется кольцо из белка, близкого по структуре к сократительному белку бактерий FtsZ.
У большей части цветковых растений наследование пластид происходит по материнской линии, поскольку в спермии пластиды либо не попадают, либо деградируют в ходе развития мужского гаметофита или двойного оплодотворения. У некоторых растений (герань, свинчатка, ослинник) было обнаружено двуродительское наследование пластид. Для некоторых голосеменных растений (гинкго, саговники) характерно наследование пластид по отцовской линии.

## Функции пластид высших растений и их разнообразие
Пластиды высших растений способны к дифференцировке, дедифференцировке и редифференцировке, набор пластид в клетке зависит от её типа. Пластиды высших растений разнообразны по строению и выполняют широкий спектр функций:
1. фотосинтез;
2. восстановление неорганических ионов (нитрита, сульфата);
3. синтез многих ключевых метаболитов (порфирины, пурины, пиримидины, многие аминокислоты, жирные кислоты, изопреноиды, фенольные соединения и др.), при этом некоторые синтетические пути дублируют уже существующие пути цитозоля;
4. синтез регуляторных молекул (гиббереллины, цитокинины, АБК и др.);
5. запасание железа, липидов, крахмала.

По окраске и выполняемой функции выделяют следующие типы пластид:
- Пропластиды — предшественники остальных типов пластид, присутствуют в меристематических клетках. Пропластиды имеют размеры от 0,2 до 1 мкм, что значительно меньше, чем размеры дифференцированных пластид[1]. Внутренняя мембранная система развита слабо, содержат меньше рибосом, чем дифференцированные пластиды, могут содержать отложения белка фитоферритина, основная функция которого — хранение ионов железа.
- Лейкопласты — неокрашенные пластиды, участвующие в синтезе изопреноидов эфирных масел (как правило моно- и сесквитерпенов). Характерной особенностью лейкопластов является наличие ретикулярного футляра — сети мембран гладкого эндоплазматического ретикулума, окружающей пластиду. Иногда под термином «лейкопласты» понимают любые неокрашенные пластиды, при этом выделяют следующие типы: амилопласты, элайопласты, протеинопласты.
  - Амилопласты — внешне похожи на пропластиды, но в строме содержатся гранулы крахмала. Амилопласты, как правило, присутствуют в запасающих органах растений, в частности в клубнях картофеля. В грависенсорных клетках корня амилопласты играют роль статолитов. Амилопласты высших растений могут превращаться в хлоропласты.
  - Элайопласты — служат для запасания жиров.
  - Протеинопласты — служат для запасания белков.
- Этиопласты, или темновые пластиды, развиваются из пропластид в темноте, при освещении они превращаются в хлоропласты. В этиопластах отсутствует хлорофилл, но содержится большое количество протохлорофиллида. Липиды внутренних мембран стромы хранятся в форме рельефной мембранной структуры, называемой проламеллярным телом. Формирование квазикристаллической структуры проламеллярного тела происходит из-за отсутствия мембранных белков тилакоидов, необходимых для их формирования. Известно, что свет инициирует синтез белков тилакоидных мембран и хлорофилла из накопленного протохлорофиллида.
- Хлоропласты — зелёные пластиды, основной функцией которых является фотосинтез. Хлоропласты как правило имеют эллипсовидную форму и длину от 5 до 8 мкм. Количество хлоропластов в клетке различно: в клетке хлоренхимы листа арабидопсиса содержится около 120 хлоропластов, в губчатой хлоренхиме листа клещевины их около 20, клетка нитчатой морской водоросли спирогиры содержит единственный лентовидный хлоропласт. Хлоропласты имеют хорошо развитую эндомембранную систему, в которой выделяют тилакоиды стромы и стопки тилакоидов — граны. Зелёная окраска хлоропластов обусловлена высоким содержанием основного пигмента фотосинтеза — хлорофилла. Помимо хлорофилла, хлоропласты содержат различные каротиноиды. Набор пигментов, участвующих в фотосинтезе (и соответственно, окраска), различен у представителей разных таксонов.
- Хромопласты — пластиды, окрашенные в жёлтый, красный или оранжевый цвет. Хромопласты могут развиваться из пропластид или повторно дифференцироваться из хлоропластов; также хромопласты могут редифференцироваться в хлоропласты. Окраска хромопластов связана с накоплением в них каротиноидов. Хромопласты определяют окраску осенних листьев, лепестков некоторых цветов (лютики, бархатцы), корнеплодов (морковь), созревших плодов (томат).
- Геронтопласты — пластиды увядающих и стареющих тканей. Образуются из обычных хлоропластов, которые подвергаются ряду изменений в процессе старения. Их отличительные черты — округлая форма, меньший по сравнению с нормальными хлоропластами размер и большое количество пластоглобул.